# Тюркю
Тюркю  (тур. türkü, букв. турецька (пісня) — різновид турецької народної пісні.
Тюркю — жанр пісень, написаний у формі складу, який має щонайменше два рядки; має приспів, що повторюється після кожного стовпчика; створений народом та в короткий час забуває свого творця; оспівує в своїх рядках тему любові, переживань на чужині, духовного страждання, як однієї людини, так і всього народу.
Перші згадки про тюркю в Туреччині відносяться до XIV ст. Цей жанр набрав популярності серед турецького населення і кожна місцевість має свій неповторний стиль і характер звучання. Він поширився не тільки на Туреччину, але серед народів, історія яких пов'язана з Туреччиною.

## Класифікація відповідно до структури мелодій
Відповідно до структури мелодій, варіативність в тюркю розглядається під двома основними назвами:
- Узун хава (тур. uzun hava) - - це мелодії, які через свою ритмічну структуру не мають розміру, співаються імпровізаційно і передаються від вуха до вуха.
- Кирик хава (тур. kırık hava) - мелодії, які мають певний метр і ритм, гами і певні ходи за цими гамами.[2].